# 林佑樹 (俳優)
林 佑樹（はやし ゆうき、1995年〈平成7年〉9月22日 - ）は、日本の俳優。元歌舞伎役者、元劇団新派所属。様々な演劇で主に女方（おんながた）の俳優として活動している（2025年時点）。屋号は「ゑにし屋」。

## 来歴
1995年（平成7年）島根県生まれ。地元・島根県にて15歳頃より本名での活動期間を経て、2011年3月に劇団朱雀に入団し美月 翔太（）という芸名を初めていただく。
2014年3月、二代目市川猿翁門下となり、新橋演舞場『スーパー歌舞伎セカンド 空ヲ刻ム者』の玄和の弟子などで本名で歌舞伎役者として初舞台を踏む。同年4月より猿翁門下の部屋子・二代目市川春猿が師匠となって大阪松竹座で引き続き『空ヲ刻ム者』に出演し、市川 猿珠（いちかわ えんじゅ）を名乗る（屋号は澤瀉屋）。
2017年1月に師匠である二代目市川春猿が河合雪之丞と改名して劇団新派に入団する際に付き従い、新派に入団するとともに改めて河合雪之丞門下、河合 宥季（かわい ゆうき）と改名（屋号は白兎屋〔しらとや〕）。劇団最年少の女形として活躍した。
2020年11月には、新派の同門でもある俳優の桂佑輔が演出・代表を務めるカンパニー「PRAY▶」の第二回公演では新派の伝統的戯曲「滝の白糸」を大胆にアレンジした舞台において主人公である芸者白糸役を務めた。
同月30日、劇団新派を退団、及び所属していたマネジメント事務所DPNの退所を発表。12月3日、芸名を「林佑樹」と改め（屋号は「ゑにし屋」）、松竹エンタテインメントに移籍したことを明らかにした。
同年12月4日、2021年7月12日のブログによると、劇団朱雀に所属していた頃、明治座公演で波乃久里子と共演しており、朱雀を退団した後に河合雪之丞に紹介されたという。新派に移籍後も波乃と河合には様々なことを教わっていたが、コロナ禍で自粛を余儀なくされた中、立ち止まってはいられない気持ちが募った。そして橘菊太郎劇団の三代目座長である橘大五郎の誘いを受けたことから、幅広い活動を可能にするために松竹エンタテイメントに移籍のかたちを取ったという。
2025年2月12日に、歌舞伎や新派の技法をベースに更にリアルな感覚が見られ、「新しい女方芸の開拓者」として第46回松尾芸能賞 新人賞を受賞した。

## 主な出演作品

### 舞台
- スーパー歌舞伎II『空ヲ刻ム者』（2014年3月、新橋演舞場 / 4月、大阪松竹座） - 玄和の弟子 役
- スーパー歌舞伎II『ワンピース』（2015年、新橋演舞場 / 2016年、大阪松竹座 / 博多座） - 人魚ケイミー 役
- 『黒蜥蜴』 （2017年6月、三越劇場）
- 河合宥季舞踊公演～女方舞踊三題～（2018年5月、島根県芸術文化センター「グラントワ」）[19]
- 『黒蜥蜴 全美版』 （2018年6月、三越劇場）
- TEAM KAWAI Attract Vol.1『楽屋 ～流れ去るものは やがてなつかしき～』（2018年7月、Morph-Tokyo） - 女優D 役[20]
- オセロー（2018年9月、新橋演舞場） - ビアンカ 役
- 『犬神家の一族』（2018年11月、大阪松竹座・新橋演舞場） -野々宮珠世 役（春本由香と交互出演）
- 『日本橋』（2019年1月、三越劇場） - お千世 役
- 第一回 河合宥季の会（2019年4月、江東区亀戸文化センター・カメリアホール）、『天守物語』 - 天守夫人富姫／『我獅子』 - 芸者／『藤娘』 - 藤の精
- 『夜の蝶』（2019年6月、三越劇場）
- 山村美紗サスペンス『京都都大路 謎の花くらべ』（2019年8月、新橋演舞場）
- 『黒蜥蜴 - 緑川夫人編 -』 （2019年9月、大阪松竹座・御園座）
- PRAY▶ 第二回公演『滝の白糸』（2020年11月5日-8日、すみだパークシアター倉） - 白糸 役（主演）
- PRAY vol.4×篠井英介 超攻撃型"新派劇"『天守物語』（2024年8月、東京芸術劇場 シアターウエスト）[21]
- 歌舞伎×オペラ 浅草カルメン〜遊女歌留女（かるめ）（2025年4月-5月、浅草九劇）- 遊女歌留女 役（主演）[22][23]

### ドラマ
- 霊験お初〜震える岩〜（2024年5月4日、テレビ朝日）